# Jekaterina Wladimirowna Warnawa
Jekaterina Wladimirowna Warnawa (russ. Екатерина Владимировна Варнава; * 9. Dezember 1984 in Moskau) ist eine russische Schauspielerin, Komikerin, Choreographin und Fernsehmoderatorin.

## Leben
Warnawas Vater Wladimir Petrowitsch war Soldat, die Mutter Galina Ärztin. Sie hat zwei ältere Brüder: Igor und Alexander. Zur Abstammung des Vaters existieren widersprüchliche Angaben. Es gibt Angaben über eine kosakische, kasachische, aber auch über eine jüdische Herkunft. Gleich nach der Geburt der Tochter zog die Familie nach Wünsdorf in Deutschland. Der Grund dafür war der Beruf des Vaters, welcher im Zusammenhang mit der Stationierung russischer Streitkräfte in der DDR stand. Im Alter von sieben Jahren kehrte Jekaterina Warnawa nach Russland zurück. Die erste Zeit in der neuen Schule sah sie sich einem Mobbing ausgesetzt. Bis zu ihrem 15. Lebensjahr nahm sie Tanzunterricht und nahm aktiv an Wettbewerben teil. Sie erlangte ihren Abschluss in Rechtswissenschaft an dem Staatlichen Wissenschafts- und Technologie-Institut von Moskau.

## Karriere
Noch als Studentin wirkte Jekaterina Warnawa in der populären russischen Comedy-TV-Show KWN (auch: KVN, russ. КВН, Abkürzung für: «Клуб весёлых и находчивых», dt. Club der Fröhlichen und Einfallsreichen). Nach ihrer Teilnahme in dem TV-Musikwettbewerb Премьер-лига (Premier-Liga) im Jahre 2005 trat die Künstlerin als Mitglied des Komikerteams mit dem Namen Сборная малых народов (Sbornaja malych narodow) auf, ab 2007 im Team Свои секреты (Svoi secrety).
Großen Erfolg feierte Warnawa mit ihrer Teilnahme bei ComedyWoman, einer humoristischen Show für Frauen. Dort tritt sie als Sexsymbol, Choreographin weiterer Teilnehmerinnen sowie als Jury-Mitglied in Erscheinung.
Als Schauspielerin war sie in der russischen Sitcom Универ (Univer, 2008–2011) zu sehen. Im Jahre 2012 spielte sie sich selbst in der Serie Счастливы вместе (Schastlivy vmeste, dt. Glücklich vereint) und belegte in demselben Jahr ebenso eine Hauptrolle in 8 первых свиданий (8 pervych svidannii, dt. 8 erste Dates). Des Weiteren berichtet Warnawa als Moderatorin bei diversen russischen und ukrainischen TV-Kanälen.